# NGC 197
NGC 197 أو إن جي سي 197 هي مجرة محدبة في كوكبة القيطس. تم اكتشافها في 16 أكتوبر 1863 على يد ألبرت مارث.

## وصلات خارجية
- NGC 197 على موقع ويكي سكاي: DSS2, SDSS, GALEX, IRAS, Hydrogen α, X-Ray, Astrophoto, Sky Map, Articles and images
- SEDS